# Mečík
Mečík (Gladiolus) je rod jednoděložných rostlin z čeledi kosatcovité (Iridaceae).

## Popis
Jedná se o vytrvalé pozemní byliny, s hlízami. Jsou to rostliny jednodomé s oboupohlavnými květy. Stonky jsou vzpřímené, nevětvené, vzácněji větvené. Listy jsou střídavé, přisedlé, s listovými pochvami. Čepele listů jsou celokrajné, většinou kopinaté, mečovité, rýhované, často trochu ztlustlé, žilnatina je souběžná. Květy jsou oboupohlavné, poměrně velké a nápadné, zygomorfické (souměrné), různých barev, jsou v květenstvích, zpravidla ve vějířcích. Květy jsou podepřeny listeny. Okvětí se skládá z 6 okvětních lístků ve 2 přeslenech (3+3), které jsou dosti odlišné, spodní bývají větší než horní a vnější jsou často užší než vnitřní. Celé okvětí je dole srostlé v trubku. Tyčinky jsou 3, jsou nahoru zakřivené. Gyneceum je složeno ze 3 plodolistů, je synkarpní, semeník je spodní. Čnělka je 1, ale dělí se do 3 nitkovitých laloků. Plodem je trojpouzdrá tobolka, semena jsou křídlatá.

## Rozšíření ve světě
Je známo asi 260 druhů, které jsou rozšířeny hlavně v Africe, a to často i v tropické a jižní a také na Madagaskaru, podstatně méně zasahují do Evropy a Asie, v Americe pouze adventivně.

## Rozšíření v Česku
V ČR rostou přirozeně 2 druhy. Běžnější je mečík střechovitý (Gladiolus imbricatus). Je to druh vlhkých luk, který dosti utrpěl kolektivizací ve 2. polovině 20. století. Jedná se o silně ohrožený druh (C2), častěji ho můžeme spatřit např. v Bílých Karpatech a ve vojenském újezdu Libavá. Mnohem vzácnější a v ČR kriticky ohrožený je mečík bahenní (Gladiolus palustris), který se do dnešních dní zachoval na několika lokalitách v Polabí a na jihovýchodní Moravě. V zahradách jsou hojně pěstovány různé hybridy cizích druhů, které do volné přírody nezplaňují.

## Seznam druhů
- mečík bahenní (Gladiolus palustris)
- mečík byzantský (Gladiolus byzantinus)
- mečík ilyrský (Gladiolus illyricus)
- mečík polní (Gladiolus italicus)
- mečík střechovitý (Gladiolus imbricatus)[1]